# Cercomonadidae
Die Cercomonadidae sind eine Gruppe heterotropher Flagellaten und werden den Cercozoa zugeordnet.

## Merkmale
Die Cercomonadidae sind freilebende Amöboflagellaten mit variabler Körperform, sie bilden Pseudopodien verschiedener Form. Sie bewegen sich gleitend fort und besitzen zwei Geißeln, wobei die hintere Geißel am Körper anliegt. Ihre Extrusomen sind eine von drei Formen: osmiophile Körper, Mikrotoxicysten und Trichozysten. Häufig besitzen sie einen komplexen Lebenszyklus. Der komplette Zyklus, wie er bei einigen Arten von Cercomonas auftritt, umfasst folgende Stadien: Flagellaten, diese wandeln sich in Amöben, die jedoch die Geißeln beibehalten. Amöben können wieder zu Flagellaten werden oder sich zu Plasmodien zusammenschließen, die vielkernig und vielgeißelig sind. Ein Plasmodium kann sich nur in einkernige Flagellaten verwandeln durch Fragmentierung. Die Flagellaten können als Dauerstadien Zysten bilden, die dann wieder zu Flagellaten auskeimen.
Elektronenmikroskopisch sind alle untersuchten Arten durch das Vorhandensein eines Mikrotubuli-Kegel gekennzeichnet: Von einem oder beiden Basalkörper(n) der Geißeln zieht sich eine fibrilläre Wurzel zum Zellkern und endet am Zellkern in einem Körnchen. Von diesem ziehen Mikrotubuli entlang der Zellkernhülle und bilden so eine kegelartige Struktur.

## Systematik
Zu den Cercomonadidae zählen heute vier Gattungen:
- Cercomonas
- Helkesimastix
- Eocercomonas
- Paracercomonas

Die Gattungen Dimastigamoeba, Prismatomonas, Reptomonas, Cercomastix, Cercobodo  und Dimorpha werden heute alle zu Cercomonas gestellt.
Ein Synonym für die Gruppe ist Cercobodonidae Hollande, 1942.

## Belege